# 帕齐·埃尔泽纳
帕齐·埃尔泽纳（英語：Patsy Elsener，1929年10月22日—2019年9月29日），美国女子跳水运动员。她曾代表美国参加1948年夏季奥林匹克运动会跳水比赛，获得女子跳台银牌和女子跳板铜牌。